# Chazelles-sur-Albe
Chazelles-sur-Albe è un comune francese di 37 abitanti situato nel dipartimento della Meurthe e Mosella nella regione del Grand Est.

## Società

### Evoluzione demografica
Abitanti censiti